# ربط الشبكات النشطة
ربط الشبكات النشطة هو أحد أنماط الاتصال التي تسمح للحزم المتدفقة عبر شبكة الاتصالات السلكية واللاسلكية بتعديل نظام تشغيل الشبكة ديناميكيًا.

## كيف تعمل
تتألف بنية الشبكة النشطة من بيئات تنفيذ (مشابهة لغلاف يونيكس الذي يمكنه تنفيذ الحزم النشطة), بالإضافة إلى نظام تشغيل قائم على العقد يمكنه دعم واحدة أو أكثر من بيئات التنفيذ.
بالإضافة إلى ذلك، فإنها تتكون من أجهزة نشطة قادرة على توجيه التعليمات البرمجية وتحويلها وكذلك تنفيذها داخل الحزم النشطة.
ويختلف ذلك عن بنية الشبكة التقليدية التي تسعى إلى تحقيق المتانة والثبات من خلال محاولتها التغلب على التعقيدات وقدرتها على تغيير نظام التشغيل الأساسي الخاص بها من مكونات الشبكة الأساسية. وتعتبر معالجات الشبكة إحدى وسائل تنفيذ مفاهيم ربط الشبكات النشطة. كما تم تنفيذ مجموعة من الشبكات النشطة مثل الشبكات المتراكبة.

## الميزات
يتيح ربط الشبكات النشطة إمكانية إجراء تغييرات سريعة «فورية» مخصصة بدرجة كبيرة على تشغيل الشبكة الأساسي.
بدوره، يتيح ذلك إمكانية تنفيذ أفكار مثل إرسال تعليمات برمجية مع حزم المعلومات مما يسمح للبيانات بتغيير شكلها (أي التعليمات البرمجية) لتتناسب مع خصائص القناة.
ويمكن العثور على أصغر برنامج يمكنه إنشاء سلسلة من البيانات في تعريف تعقيد كولموكوروف.
كذلك، يعمل ربط الشبكات النشطة على تمكين الخوارزميات الوراثية الفورية داخل الشبكة.

## التحديات الأساسية
يتناول البحث عن ربط الشبكات النشطة التعرف على طبيعة أفضل السبل التي يمكن من خلالها دمج الإمكانات الديناميكية الهائلة في الشبكات.
وفي سبيل القيام بذلك، يلزم أن تعالج بحوث الشبكات النشطة مشكلة تخصيص نظام الحوسبة في مقابل الاتصال داخل شبكات الاتصال على النحو الأمثل. وقد تم تناول مشكلة مشابهة تتعلق بضغط التعليمات البرمجية كمقياس لمعرفة درجة التعقيد من خلال نظرية المعلومات الخوارزمية.

## الشبكات النشطة النانوية
مثلما تم الوصول إلى حد تقليل حجم الترانزستور باستخدام التقنية الحالية، يجري حاليًا استكشاف مفاهيم ربط الشبكات النشطة باعتبارها وسيلة أكثر فعالية في تطبيق الحوسبة وتنفيذ الاتصالات. ويمكنك العثور على المزيد حول هذه التقنية في اتصال الشبكة النانوية.

## كتابات أخرى
- Towards an Active Network Architecture (1996), David L. Tennenhouse, et al., Computer Communication Review
- Active Networks and Active Network Management: A Proactive Management Framework by Stephen F. Bush and Amit Kulkarni, Kluwer Academic/Plenum Publishers, New York, Boston, Dordrecht, London, Moscow, 2001, 196 pp. Hardbound, ISBN 0-306-46560-4.
- Programmable Networks for IP Service Deployment" by Galis, A., Denazis, S., Brou, C., Klein, C.- Artech House Books, London, June 20;, 450 pp., ISBN 1-58053-745-6

## وصلات خارجية
- Active Networking at GE
- Introduction to Active Networks (video)